# 埃特雷帕尼
埃特雷帕尼（法語：Étrépagny，法語發音：[etʁepaɲi]）是法国厄尔省的一个市镇，属于莱桑德利区。

## 地理
埃特雷帕尼（49°18'21"N, 1°36'41"E）面积20.38 平方千米，位于法国诺曼底大区厄尔省，该省份为法国北部内陆省份，北起滨海塞纳省，西接奧恩省和卡爾瓦多斯省，南至厄尔-卢瓦省，东临瓦兹省、瓦兹河谷省和伊夫林省。
与埃特雷帕尼接壤的市镇（或旧市镇、城区）包括：贝尔努维尔、贝聚-圣埃卢瓦、绍万库尔-普罗沃蒙、韦克桑地区杜多维尔、阿克维尔、厄迪库尔、隆尚、圣玛丽-德瓦蒂梅尼勒。

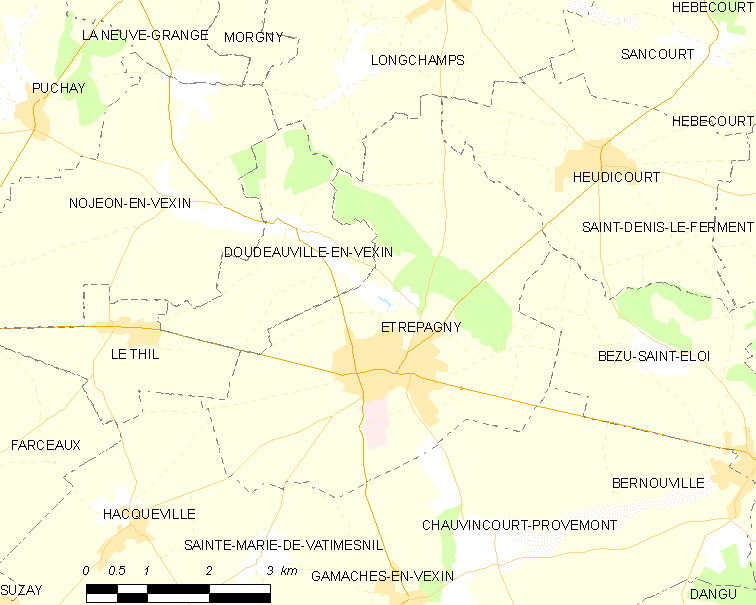
埃特雷帕尼的OSM定位图

埃特雷帕尼的时区为UTC+01:00、UTC+02:00（夏令时）。

## 行政
埃特雷帕尼的邮政编码为27150，INSEE市镇编码为27226。

## 政治
埃特雷帕尼所属的省级选区为日索尔县。

## 人口

1962-2008年间埃特雷帕尼人口变化图示

埃特雷帕尼于2022年1月1日时的人口数量为3677人。